# Oncorhynchus kisutch

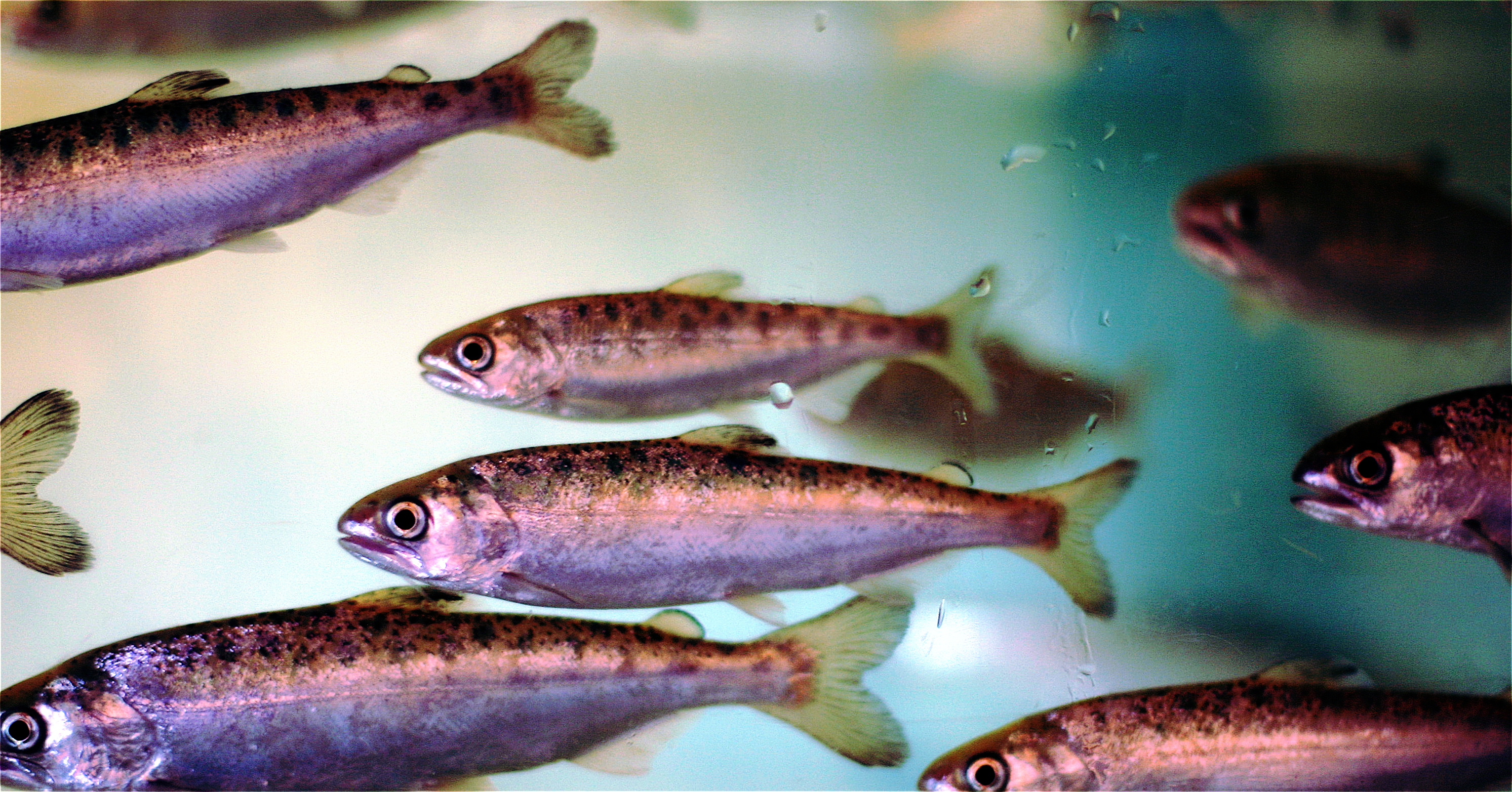
Giovanili

Oncorhynchus kisutch (Walbaum, 1792), conosciuto comunemente come salmone argentato, è una specie di pesce osseo marino e d'acqua dolce appartenente alla famiglia Salmonidae.

## Distribuzione e habitat
Il salmone argentato è diffuso nell'Oceano Pacifico settentrionale. Si incontra lungo le coste occidentali del Canada e degli Stati Uniti (compresa l'Alaska), fino al Messico (Bassa California). È presente anche lungo le coste siberiane del Pacifico (a partire dal fiume Anadyr') e giapponesi (isola di Hokkaidō). È stato introdotto in vari paesi come l'Iran, l'Europa settentrionale e atlantica (Francia e Belgio) e il Cile. È stata tentata anche l'introduzione nel Lago di Garda con successo, durante l'inverno 2017 è stato pescato un esemplare maschio di notevoli dimensioni. Come tutti i salmoni è una specie anadroma che passa gran parte della vita in mare ed effettua migrazioni riproduttive verso le acque dolci, dove avviene la deposizione delle uova. In questa specie esistono popolazioni che passano la fase non riproduttiva all'interno di grandi laghi anziché in mare ma effettuano comunque la migrazione riproduttiva nei fiumi. Alcuni restano nei fiumi tutta la vita senza scendere mai al mare o al lago, questi individui si accrescono normalmente ma non si riproducono. In mare e nei laghi ha abitudini epipelagiche. I giovanili nei fiumi e nei laghi popolano le parti più profonde.

## Descrizione
Questa specie, molto simile agli altri salmoni del Pacifico come aspetto generale, si può riconoscere per la presenza dipunti neri di piccole dimensioni sul dorso e sul lobo superiore della pinna caudale. Il colore degli esemplari marini è azzurro o verdastro sul dorso ed argenteo nella parte inferiore. Durante la risalita dei fiumi la livrea cambia profondamente e diventa molto brillante: verde acceso su testa e dorso e rosso vivo sui fianchi mentre il ventre diventa più scuro del dorso. Le femmine hanno colorazione simile ma un po' meno vivace.
Si tratta di una specie molto grande che può raggiungere i 110 cm di lunghezza (taglia media attorno ai 70 cm) per 15 kg di peso.

## Biologia
Vive fino a 5 anni.

### Alimentazione
I giovanili nei fiumi si nutrono di insetti. Quando giunge in mare preda soprattutto crostacei planctonici. In mare si ciba soprattutto di zooplancton e con la crescita caccia prede sempre più grandi fino ad assumere una dieta a base di meduse, cefalopodi e pesci tipica dell'adulto. I riproduttori in risalita non si nutrono.

### Riproduzione
La risalita dei fiumi a partire dal mare o dal lago di residenza avviene con modalità simili a quelle degli altri salmoni del Pacifico, la deposizione avviene nel corso d'acqua natale e termina con la morte dei riproduttori. La femmina scava una buca in cui depone le uova. Depone le uova in più porzioni e la deposizione dura diversi giorni. La migrazione ha inizio in inverno. La schiusa delle uova avviene in primavera ed i giovanili si trattengono per un anno o due nei fiumi e torrenti prima di scendere a mare o in un lago.

## Pesca
Le carni sono ottime come quelle di tutti i salmoni. La pesca sportiva lo insidia con le tecniche della pesca a mosca ed a spinning. La pesca professionale avviene con reti da posta e reti a strascico. Gli stati che catturano le maggiori quantità sono Stati Uniti e Russia. È importante anche l'allevamento, che ha i suoi maggiori produttori nel Cile e il Giappone. Le marinerie dell'Alaska che pescano questa specie hanno ricevuto la certificazione di sostenibilità e di buona gestione degli stock del Marine Stewardship Council.